# Drzewo filogenetyczne

Drzewo filogenetyczne jądrowców. Inne grupy pokazane pobieżnie

Drzewo filogenetyczne – graf acykliczny przedstawiający ewolucyjne zależności pomiędzy sekwencjami lub gatunkami wszystkich organizmów, podobnie jak pokrewieństwo w rodzie ludzkim obrazuje drzewo genealogiczne.
Jest to rodzaj dendrogramu, w którym podstawa (pień) drzewa filogenetycznego symbolizuje wspólnego przodka taksonów znajdujących się wyżej (czyli bardziej współczesnych i wyżej stojących ewolucyjnie), konary odpowiadają taksonom potomnym; długość gałęzi, a czasem również kąt pomiędzy nimi, określają tempo zachodzących przemian ewolucyjnych.
Zazwyczaj na takim schemacie uwzględnia się także taksony wymarłe. Są one oznaczane znakiem †.

## Historia
Już starożytni uczeni (Arystoteles) zauważyli, że organizmy można podzielić pod względem stopnia komplikacji budowy na prostsze i bardziej złożone, mające krew czerwoną i niemające krwi.
Wyróżniane grupy organizmów przedstawiano rysując coś w rodzaju drabiny, gdzie na wyższych szczeblach umieszczano organizmy wyżej stojące (według rysującego). Bardzo popularne były też przedstawienia w układzie dychotomicznym. Takie rysunki nie miały pokazywać pokrewieństwa, miały jedynie ułatwiać klasyfikację i zapamiętywanie. Arystoteles znał około 520 gatunków, natomiast Linneusz już 7–8 tys. Dendrogramy coraz bardziej się komplikowały i coraz bardziej przypominały drzewo.
Dopiero rozwój teorii ewolucji i postawienie wprost pytania, kto z kim jest spokrewniony, pozwoliło na stworzenie pierwszych drzew filogenetycznych. Karol Darwin swoją próbę przedstawienia filogenetycznego pokrewieństwa nazwał „Drzewem życia”. Budowa tego drzewa trwa do dziś. Zajmuje się tym kladystyka (taksonomia filogenetyczna, dziedzina współczesnej systematyki). Jest to ważne zagadnienie, gdyż współczesna systematyka, w odróżnieniu od dawniejszej (np. w czasach Linneusza), opierającej się na podobieństwie (systematyka sztuczna), opiera się przede wszystkim na pokrewieństwie (systematyka naturalna).

## Koncepcja drzewa filogenetycznego we współczesnej biologii
W roku 2009 tygodnik New Scientist napisał, że drzewo filogenetyczne nie jest dobrą wizualizacją ewolucji na poziomie DNA. Jest to spowodowane tym, że oprócz „pionowego” dziedziczenia genów, które reprezentuje drzewo filogenetyczne Darwina, na ewolucję miały wpływ mechanizmy, których na drzewie przedstawić się nie da: horyzontalny transfer genów, endosymbioza i powstawanie hybryd międzygatunkowych. Niektórzy zaproponowali, żeby zamiast drzewa ewolucję przedstawiać w postaci sieci powiązań genetycznych między gatunkami. 
Darwin argumentował, że drzewo filogenetyczne jest faktem przyrodniczym wymagającym wyjaśnienia. Proponował za wyjaśnienie ewolucję poprzez dobór naturalny. W koncepcji Darwina drzewo filogenetyczne było podstawową zasadą rozumienia historii życia na Ziemi. Z tej koncepcji wynikało, że najpierw pojawił się ostatni uniwersalny przodek wszystkich żywych form – LUCA – to z niego wyrósł pień drzewa filogenetycznego. Z pnia zaczęły wyrastać gałęzie, by utworzyć wielkie rozgałęzione drzewo. Każda gałąź drzewa reprezentowała osobny gatunek. Punkt rozgałęzienia w drzewie to miejsce, gdzie z jednego gatunku ewoluowały kolejne. Organizmy reprezentowane przez najwyżej sięgające gałęzie na drzewie filogenetycznym to organizmy, które przetrwały do dziś.

## Badania nad drzewem filogenetycznym
By potwierdzić koncepcje drzewa filogenetycznego, liczono na wyniki analiz porównawczych sekwencji DNA, RNA i sekwencji białkowych różnych organizmów. Zakładano, że dwa gatunki są bardziej spokrewnione (tj. później rozdzieliły się od wspólnego przodka na drzewie filogenetycznym), im bardziej ich DNA, RNA i białka są do siebie podobne.
Pierwsze sekwencjonowane molekuły dotyczyły RNA znajdowanego w rybosomach. W latach 70 XX wieku zestawiano sekwencje roślin, zwierząt i mikroorganizmów. Biolodzy molekularni zaczęli rysować uniwersalne drzewo filogenetyczne. Pierwszym wynikiem badań było odkrycie nowej gałęzi na tym drzewie – archeonów, o których poprzednio sądzono, że są bakteriami. Na początku lat 90 XX wieku, stało się możliwe zestawianie genów archeonów i bakterii, a nie tylko samego RNA. Oczekiwano, że badania dotyczące porównania DNA dadzą wyniki podobne do badań opartych na RNA. W niektórych przypadkach to nastąpiło, w wielu przypadkach nie. Podczas gdy badanie RNA sugerowało, że gatunek A był bardziej spokrewniony z gatunkiem B niż z C, to podobieństwo oparte na DNA mówiły coś dokładnie przeciwnego.
Im więcej molekularnych sekwencji było dostępnych do porównawczych analiz, tym więcej pojawiało się sprzeczności pomiędzy molekularnymi filogenezami. By wyjaśnić wzorzec pokrewieństw należało założyć, że bakterie i archeony wymieniały się materiałem genetycznym z innymi gatunkami, również tymi taksonomicznie odległymi. Taka wymiana genów zyskała nazwę horyzontalny transfer genów.
W 2008 roku Tal Dagan i William Martin z Uniwersytetu Heinricha Heinego w Düsseldorfie przebadali pół miliona genów pobranych z 181 prokariotów i stwierdzili, że ponad 80% z nich nosi oznaki horyzontalnego transferu.

## Najważniejsze cechy

Drzewo rodowe paprotników – widać odnogi do mszaków i nasiennych

Drzewo filogenetyczne organizmów żywych – inne rozwiązanie graficzne

Istotą drzewa filogenetycznego jest to, że pokazuje pokrewieństwo ewolucyjne umieszczonych na nim taksonów. Sposób zobrazowania tego ma znaczenie drugorzędne.
Najdokładniejsze drzewa mają postać gałęzi zaczynającej się w lewym dolnym rogu i różnymi odgałęzieniami ciągnącej się do rogu górnego prawego. Oś wysokości bywa wtedy wyskalowana w okresach geologicznych. Na takim drzewie można przedstawić nie tylko pokrewieństwo, ale również kiedy dana grupa organizmów się wyodrębniła, kiedy wymarła (jeśli wymarła) oraz jak liczna była w poszczególnych epokach w gatunki (obrazuje to grubość gałęzi).
Zależnie od potrzeb przygotowuje się drzewa filogenetyczne wszystkich organizmów żywych lub tylko  wybranych taksonów np.  tylko strunowców albo tylko paprotników.  Mówimy wtedy o drzewie rodowym strunowców lub o drzewie filogenetycznym paprotników.

## Pokrewieństwo
Początkowo jedynym wyznacznikiem pokrewieństwa było podobieństwo morfologiczne. Po odkryciu przez Haeckela prawa rekapitulacji zaczęto uwzględniać  embriologię, jeszcze później genetykę i immunologię.
Ostatnio zwłaszcza porównywanie sekwencji kwasów nukleinowych np. z mitochondriów jest uznawane za bardzo precyzyjny i wiarygodny wyznacznik stopnia pokrewieństwa pozwalający dodatkowo wyznaczyć w przeszłości czas powstania mutacji/specjacji. Badania te pozwalają także na wykrycie horyzontalnego transferu genów, jak również na odróżnienie paralogów od ortologów.
Dzięki coraz dokładniejszym analizom wielokrotnie okazywało się, że uznawane powszechnie podobieństwa miały jedynie charakter konwergencji, a co za tym idzie dotychczasowa lokalizacja gatunku, a nawet większych grup systematycznych, okazywała się błędna.
Ponieważ liczba istniejących na ziemi organizmów jest bardzo duża i nie sposób ich wszystkich w krótkim czasie przebadać wszechstronnie, ta sama grupa systematyczna w różnych opracowaniach może mieć różne położenie.

## Trudności z ustaleniem pokrewieństwa
Problemy z budową drzewa wynikają z przyjętej metodyki badań. Kladystyka umożliwia dokładne ustalenie pokrewieństwa ewolucyjnego, jednak wymaga wielu danych, często z różnych powodów niedostępnych. Dlatego, mimo gwałtownego rozwoju w ostatnich latach taksonomii filogenetycznej, układ gałęzi (kladów) drzewa filogenetycznego wszystkich organizmów żywych, tzw. taksonów, w wielu miejscach jest wciąż wątpliwy i wciąż trzeba spodziewać się wielu zmian, także radykalnych.
Dużym problemem są sytuacje, kiedy organizm powstaje z połączenia dwóch innych, słabo spokrewnionych. W niektórych przypadkach można przyjąć jednego z przodków jako "dominującego" i z niego wyprowadzić pochodzenie potomka, np. uznać porosty za pochodzące od grzybów, a organizmy powstałe z połączenia bezmitochondrialnych eukariotów i pewnych bakterii jako pochodzące od tych pierwszych. Nie zawsze jednak takie postępowanie jest możliwe. Wiele gatunków roślin nasiennych powstaje przez skrzyżowanie dwóch różnych gatunków, jednak tak blisko spokrewnionych, że trudno ustalić przyczynę i kolejność powstania różnic.

### Korzeń drzewa filogenetycznego

Drzewo filogenetyczne żywych organizmów

Szczególnie wiele kontrowersji wzbudza okres początkowy powstania życia. Powszechna w organizmach żywych obecność białek oraz kwasów nukleinowych wskazuje na to, że wszystkie współcześnie żyjące (i kopalne) organizmy wywodzą się od wspólnego przodka. Jednak 4 miliardy lat dzielące nas od tego momentu dają duże pole spekulacjom, pomysłom i hipotezom. Współcześnie przyjmuje się, że na samym dole znajdują się bakterie oraz archeany z których wywodzą się eukarionty. Archeany bez eukariotów stanowią grupę parafiletyczną.
Dużym problemem jest także ustalenie pokrewieństwa wirusów (pomijając kwestię, czy są to organizmy żywe). Nie odkryto dotąd żadnych skamieniałości wirusów, a ich genom jest niewielki i zawiera bardzo niewiele nieużywanych fragmentów, będących zwykle podstawą do badań pokrewieństwa organizmów. Udało się połączyć wirusy w pewne wiarygodnie pokrewne grupy, jednak nie można ich jak dotąd ani połączyć we wspólne drzewo, ani też jednoznacznie wywieść z innych grup organizmów. Prawdopodobnie wirusy stanowią takson polifiletyczny.
Istnieje kilka teorii, wzajemnie się niewykluczających, wyjaśniających pochodzenie wirusów. Mówią one m.in. że:
- są to wtórnie uproszczone organizmy pasożytnicze,
- są to pozostałości pierwotnych, bardzo prostych organizmów,
- powstały one w wyniku mutacji genomu organizmu, który później stał się ich gospodarzem i sam zaczął produkować wirusa. Można powiedzieć, że wirusy według tej teorii to rodzaj zaraźliwego nowotworu.

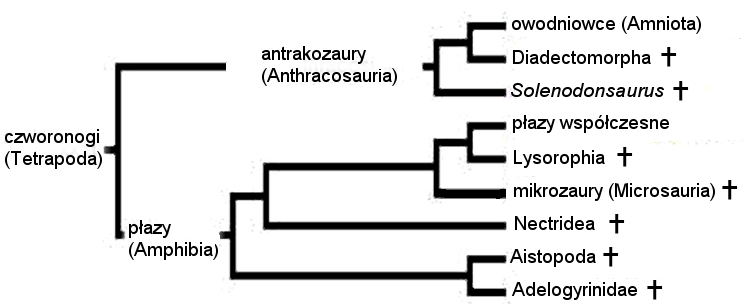
Przykład filogramu czworonogów lądowych, jak widać większość linii rozwojowych wymarła